# Broström Tankers
Broström Tankers je švedska brodarska tvrtka te je u vlasništvu danskog brodara Maersk Tankers. Tvrtka se bavi globalnim tankerskim prijevozom raznih kemikalija i industrijskih proizvoda. Usim brodarskih usluga, Broström Tankers nudi i mornaričke te logističke usluge za naftne i kemijske industrije.
27. kolovoza 2008. danska grupacija Maersk je Broström Tankersu dala ponudu od 3,6 milijardi SEK za kupnju tvrtke. U siječnju 2009. Europska komisija za tržišno natjecanje odobrava prodaju kompanije koja je tada stavljena u vlasništvo tankerskog prijevoznika Maersk Tankersa.
Švedski brodar je tada raspolagao s ukupno 94 tankera od čega je njih 62 bilo u vlasništvu grupe Broström dok je nad preostalima Broström imao pravo upravljanja.

## Vanjske poveznice
- Službene web stranice brodarske kompanije  Arhivirana inačica izvorne stranice od 27. prosinca 2012. (Wayback Machine)